# Сульфорафан
Сульфорафан (англ. Sulforaphane) — органическое соединение растительного происхождения, обладающее противораковым и антибактериальным эффектами. Сульфорафан образуется в результате гидролиза из глюкорафанина, который находится в овощах семейства капустных, таких как брокколи, капуста, цветная капуста, кольраби, кресс-салат и др. Наиболее богаты глюкорафанином побеги брокколи и цветной капусты. 

## Образование
Капустные содержат предшественник сульфорафана глюкорафанин. При повреждении растения (что происходит, например, при пережёвывании) растительный фермент мирозиназа трансформирует глюкорафанин в сульфорафан, который является антибактериальным агентом и участвует в системе растительной защиты от инфекции.
| Глюкорафанин | → | (-)-(R)-Сульфорафан |

## Биологическая активность
В рандомизированном, двойном слепом, плацебо-контролируемом клиническом исследовании с участием 108 детей с расстройствами аутистического спектра (РАС) в Китае изучалась эффективность сульфорафана.  В то время как оценки родителей по шкалам SRS, RBS-R и AUBC не показали значительного различия между группами сульфорафана и плацебо, оценки клиницистов по шкалам CGI-I и OARS-4 продемонстрировали значительное улучшение в группе сульфорафана.  В частности, у одной трети участников, получавших сульфорафан, наблюдалось снижение баллов по OARS-4 не менее чем на 30% к 12-й неделе лечения.  Положительный эффект сульфорафана наблюдался у участников с разным уровнем интеллекта и был более выражен у детей старше 10 лет. Сульфорафан хорошо переносился, включая детей младшего возраста, без серьезных побочных эффектов.  Несоответствие между оценками родителей и клиницистов подчеркивает необходимость дальнейших исследований для подтверждения этих результатов и определения клинической значимости наблюдаемых улучшений.